# Jorge Mendonça
Pour le footballeur portugais, voir Jorge Mendonça (football, 1938).
Pour les articles homonymes, voir Mendonça.
Jorge Mendonça est un footballeur brésilien (6 juin 1954 à Silva Jardim - 17 février 2006 à Campinas).

## Carrière
- 1971-1973 : Bangu AC  Brésil
- 1973-1976 : Náutico Capibaribe  Brésil
- 1976-1979 : SE Palmeiras  Brésil
- 1980 : CR Vasco da Gama  Brésil
- 1980-1984 : Guarani FC  Brésil
- 1984-1985 : AA Ponte Preta  Brésil
- 1985 : Cruzeiro EC  Brésil
- 1986 : Rio Branco  Brésil
- 1987-1989 : Paraná Clube  Brésil
- 1989-1990 : Paulista FC  Brésil

## Sélections
- 6 sélections et 0 but avec l'équipe du Brésil en 1978.